# Помози ми друже, помози ми брате
Помози ми друже, помози ми брате је шеснаести музички албум српског певача Шабана Шаулића. Објављен је 1990. године под окриљем издавачке куће Дискос, на аудио касети. На албуму се налази десет песама, а снимане су у студију Хит. Продукцију албума радио је Мирољуб Аранђеловић Кемиш.

## Песме
| Бр. | Назив песме                      | Трајање |
| --- | -------------------------------- | ------- |
| 1.  | Помози ми друже, помози ми брате | 04:05   |
| 2.  | Сине                             | 04:09   |
| 3.  | Престаћу да верујем у љубав      | 04:36   |
| 4.  | Хеј љубави несебична             | 03:08   |
| 5.  | Голубица                         | 04:23   |
| 6.  | Ех што нисам ланчић мали         | 03:15   |
| 7.  | Две душе                         | 02:39   |
| 8.  | Зашто нисмо заједно              | 03:49   |
| 9.  | Лело ђаволе                      | 03:13   |
| 10. | Болестан сам а није ми ништа     | 04:00   |